# پائولا کلامبورگ
پائولا کلامبورگ (انگلیسی: Paula Klamburg؛ زادهٔ ۲۰ september ۱۹۸۹ (۳۵ سال)) ورزشکار شنای موزون اهل اسپانیا است.
وی در مسابقات کشوری و بین‌المللی در مجموع برندهٔ ۴ مدال نقره، ۲ مدال برنز شده‌است.